# Gammarus paynei
Gammarus paynei is een vlokreeftensoort uit de familie van de Gammaridae. De wetenschappelijke naam van de soort is voor het eerst geldig gepubliceerd in 1992 door Delong.